# Голубое (Амурская область)
Голубо́е — село в Свободненском районе Амурской области, Россия. Входит в Курганский сельсовет.

## География
Село Голубое стоит на реке Джатва, в 4 км до впадения её в реку Большая Пёра (приток Зеи).
Село Голубое расположено к северу от районного центра города Свободный, расстояние по автодороге Свободный — Углегорск (через Глухари, Разливная, Дом отдыха Бузули, Черновку, Юхту и Дмитриевку) — 52 км.
Расстояние до административного центра Кургунского сельсовета села Глухари — около 7 км (расположено на правом берегу Большой Пёры).

## Население
| 2002 | 2010 | 2012 | 2013 | 2014 | 2015 | 2016 |
| ---- | ---- | ---- | ---- | ---- | ---- | ---- |
| 327  | ↘241 | ↗248 | ↘226 | ↗230 | ↘220 | ↘214 |
| 2017 | 2018 |      |      |      |      |      |
| ↘189 | →189 |      |      |      |      |      |